# Straßburg (Schiff, 1912)
Die Straßburg wurde ursprünglich als Kleiner Kreuzer für die Kaiserliche Marine gebaut. Er war das dritte Schiff der Magdeburg-Klasse.
Ab 1925 war sie unter dem Namen Taranto als ein Kreuzer der italienischen Regia Marina eingesetzt.

## Vorkriegseinsätze

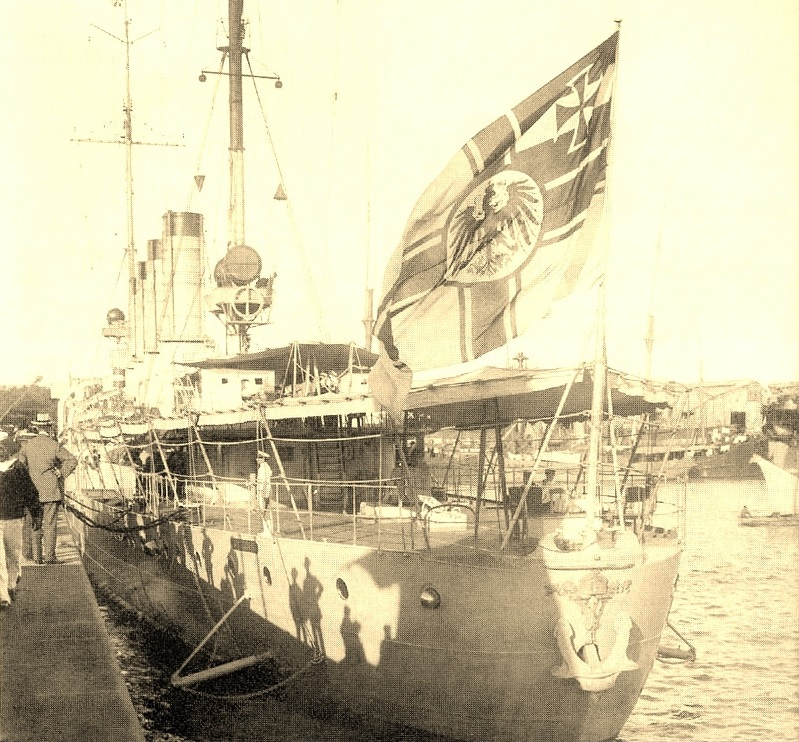
Die Straßburg im März 1914 im Hafen von Buenos Aires

Nach dem Abschluss der Erprobungen kam der Kleine Kreuzer Straßburg am 23. Dezember 1912 zum Verband der Aufklärungsschiffe, um dort den Kleinen Kreuzer Berlin zu ersetzen. Am 6. Januar 1913 kam es im Kaiser-Wilhelm-Kanal zu einer Kollision mit dem dänischen Frachter Christian IX. Am 23. Februar war der Kreuzer wieder einsatzbereit. Vom 6. April bis 23. September 1913 war das Schiff, zusammen mit dem Kleinen Kreuzer Dresden, der Mittelmeerdivision zugeteilt. Beide Schiffe erreichten am 13. April La Valletta. Die Straßburg lief dann nach Alexandrette und war im Mai in Konstantinopel. Im April begleitete sie das Flaggschiff der Mittelmeerdivision, den Schlachtkreuzer Goeben, nach Venedig, Pola und Neapel. Dann ging sie noch einmal in die Ägäis und nach Alexandrette, von wo sie am 9. September 1913 den Rückmarsch antrat und am 23. September wieder zusammen mit der Dresden in Kiel eintraf.
Am 8. Dezember 1913 wurde die Straßburg der „Detachierten Division“ unter Konteradmiral Hubert von Rebeur-Paschwitz zugeteilt. Gemeinsam mit den Linienschiffen Kaiser und König Albert unternahm sie ab dem 9. Dezember eine Reise in den Südatlantik, die über Togoland (29. bis 31. Dezember), Kamerun (2. bis 15. Januar 1914, Zusammentreffen mit den Kanonenbooten Panther und Eber), Deutsch-Südwestafrika (21. bis 28. Januar), über St. Helena nach Brasilien, Argentinien, wo sie den Geschwaderchef nach Buenos Aires brachte, während die Linienschiffe in Mar del Plata verblieben, Uruguay, ums Kap Hoorn bis nach Valparaíso (3. bis 11. April) in Chile und erneut Brasilien führte.
In Santos trennte sich die Straßburg von der Division und lief zur Verstärkung der Amerikanischen Station in die Karibik. Da die dort stationierte Dresden vor allem mit der Lage in Mexiko ausgelastet war, sollte sie sich mit Unruhen in der Dominikanischen Republik beschäftigen. Sie lief am 2. Juni Puerto Plata an, wo sie ein Linienschiff, einen Panzerkreuzer und ein Kanonenboot der US-Marine vorfand. Sie setzte durch, dass Dampfer der HAPAG dort wieder Ladung aufnehmen konnten. Nach Versorgung in Kingston (Jamaika) kehrte sie nach Santo Domingo zurück. Am 4. Juli traf sie auf See mit dem neuen Stationskreuzer Karlsruhe zusammen.
Am 20. Juli 1914 trat sie von Saint Thomas die Heimreise an, ankerte vom 27. bis 28. Juli vor Horta, Azoren, und lief dann mit Höchstfahrt und zeitweise abgeblendet durch den Ärmelkanal nach Deutschland. Auf britischer Seite bestanden seit seinem Anlaufen der Azoren Vermutungen, der Kreuzer könne ins Mittelmeer zur Verstärkung der deutschen Mittelmeerdivision laufen. Genau am Mobilmachungstag (1. August 1914) kehrte die Straßburg alleinfahrend wieder nach Wilhelmshaven zurück. Die Linienschiffe waren über Madeira schon am 17. Juni 1914 wieder in der Heimat eingetroffen.

## Erster Weltkrieg
Zu Kriegsbeginn wurde die Straßburg in der Nordsee im Vorposten- und Sicherungsdienst eingesetzt. Am 28. August 1914 nahm sie am Seegefecht bei Helgoland teil. Sie kämpfte mit den Leichten Kreuzern Fearless und Arethusa und Zerstörern und stieß schließlich zusammen mit der Cöln auf die fünf britischen Schlachtkreuzer, denen sie entkommen konnte. Das Schiff erhielt einen Treffer und half später dabei, die Besatzung des Kleinen Kreuzers Ariadne zu retten. Im November 1914 folgte ein Vorstoß zur britischen Ostküste. Dabei bekam die Straßburg Gefechtsberührung mit dem alten britischen Torpedokanonenboot Halcyon. Ab dem 17. März 1915 unternahm das Schiff mit der II. Aufklärungsgruppe Vorstöße in die östliche Ostsee. Im April war die Straßburg wieder in der Nordsee. Zwischen dem 14. Juli und dem 18. Oktober lag das Schiff in der Werft, wo die 10,5-cm-Geschütze durch 15-cm-Kanonen ersetzt und an Deck zwei zusätzliche 50-cm-Torpedorohre aufgebaut wurden. Nach dem Umbau nahm die Straßburg mit der II. Aufklärungsgruppe an diversen Vorstößen sowie am Handelskrieg in der Nordsee teil.
Am 18. März 1916 wurde die II. AG in die IV. Aufklärungsgruppe umbenannt und deren Schiffe in die Ostsee verlegt. Minenoperationen, teils bis in den Finnischen Meerbusen hinein, folgten. Im Herbst 1917 war die Straßburg bei der Besetzung der Baltischen Inseln (Unternehmen Albion bzw. Schlacht im Moonsund) dabei. Am 10. Januar 1918 kehrte das Schiff wieder in die Nordsee zurück.
Vom 23. bis 25. April erfolgte der letzte Vorstoß der deutschen Hochseeflotte. Am 24., um 6:10 Uhr, erlitt der Schlachtkreuzer Moltke einen Turbinenschaden. Das Schiff blieb bewegungslos liegen. Die Straßburg traf als erstes Schiff beim Havaristen ein. Um 10:38 Uhr begann ein Abschleppversuch, jedoch brach die Schleppleine nach kurzer Zeit. Kurz darauf hatte das Gros der Flotte die Unfallstelle erreicht und das Linienschiff Oldenburg konnte die Moltke in Schlepp nehmen. Die Straßburg sicherte anfangs den Schleppzug, bis andere Sicherungseinheiten eintrafen.
Im Mai und Juni nahm die Straßburg an Minenunternehmen teil. Im August 1918 wurde sie mit der IV. Aufklärungsgruppe dem Unternehmen Schlußstein zugeteilt und traf am 18. August mit dem Schwesterschiff Stralsund in Libau, ein. Sie war dann im Finnischen Meerbusen zwischen Helsinki und Reval im Einsatz und kehrte zum 1. Oktober wieder in die Nordsee zurück. Im November verlegte sie nach Sonderburg, dann Saßnitz (11. November) und schließlich nach Stettin, wo sie desarmiert wurde.

## Nachkriegszeit
Gegen Kriegsende lag die Straßburg in Kiel. In Stettin wurde das Schiff desarmiert und die Besatzung reduziert. Am 24. März 1919 wurde der Kreuzer – nun wieder mit voller Besatzung – Führerschiff der Minensuchverbände der Ostsee und ein Jahr später sogar Flaggschiff des 2. Admirals der Ostseestreitkräfte. Am 4. Juni 1920 wurde der Kleine Kreuzer Straßburg schließlich außer Dienst gestellt und am 20. Juli 1920 als Schiff „O“ an Frankreich ausgeliefert. In Cherbourg wurde das Schiff schließlich der italienischen Marine übergeben, die es unter dem Namen Taranto 1925 wieder in Dienst stellte.
Im Mai 1926 wurde sie Flaggschiff der italienischen Einheiten in Ostafrika und setzte 120 Seeleute an Land zum Kampf gegen Aufständische bei Bender Kassim in Somalia ein. Seit diesem Einsatz verfügte sie auch über ein Bordflugzeug. Ab 1927 erfolgte der Einsatz wieder im Mittelmeer in verschiedenen Funktionen, zum Teil auch als Begleitschiff kleinerer Einheiten. Ab Mai 1935 wurde die Taranto dann in La Spezia überholt und vom 5. September 1935 bis zum 28. August 1936 erneut der Station Eritrea/Somalia zugeteilt.
Danach erfolgte ein Umbau des Schiffes. Zwei Kessel wurden ausgebaut, die Maschinenleistung auf 13.000 PS und die Höchstgeschwindigkeit auf 21 Knoten reduziert. Im Sommer 1938 kam die Taranto wieder in Dienst, ging jedoch nicht nach Ostafrika, sondern verblieb in der Adria.

## Zweiter Weltkrieg
Im Zweiten Weltkrieg kam sie zu elf Einsätzen, davon sechs als Minenleger. Im Oktober 1940 wurde die Taranto der Forza Navale Speciale in Tarent zugeteilt, die beim bevorstehenden italienischen Angriff auf Griechenland die geplante, dann aber abgesagte Landung auf Korfu durchführen sollte.
Als sich Italien am 9. September 1943 den Alliierten zuwandte, versenkte die Besatzung das Schiff im Hafen von La Spezia, wo es inzwischen in Reserve gelegen hatte. Die Deutschen hoben das Schiff wieder, jedoch wurde es am 23. Oktober 1943 durch Fliegerbomben erneut versenkt. Nach einer erneuten Hebung wurde die frühere Straßburg am 23. September 1944 bei einem Luftangriff endgültig vernichtet.

## Kommandanten

Die Kommandanten der „Detachierten Division“ am 4. April 1914 in Valparaíso, Chile, v. l. n. r.: Fregattenkapitän Heinrich Retzmann (Straßburg), Kapitän zur See Karl Thorbecke (König Albert) und Kapitän zur See Adolf von Trotha (Kaiser)

| 1. Oktober bis 7. Dezember 1912         | Fregattenkapitän Wilhelm Tägert                      |
| Dezember 1912 bis November 1913         | Fregattenkapitän Wilhelm Paschen                     |
| 26. November 1913 bis 14. Dezember 1915 | Fregattenkapitän / Kapitän zur See Heinrich Retzmann |
| Dezember 1915 bis September 1917        | Fregattenkapitän Hans-Carl von Schlick               |
| September bis November 1917             | Fregattenkapitän Hans Quaet-Faslem                   |
| November 1917                           | Fregattenkapitän Hans-Carl von Schlick               |
| November 1917 bis Mai 1918              | Fregattenkapitän Paul Reichardt                      |
| Mai bis Dezember 1918                   | Fregattenkapitän Fritz Müller-Palm                   |
| März 1919                               | Kapitänleutnant Botho Schepke                        |
| März bis April 1919                     | Fregattenkapitän Max Hagedorn                        |
| April 1919 bis Juni 1920                | Korvettenkapitän Waldemar Kophamel                   |